# David Rocastle
David Carlyle Rocastle (Londres, Inglaterra, 2 de mayo de 1967 - 31 de marzo de 2001), fue un futbolista inglés, se desempeñaba como centrocampista.
Como jugador, disputó la mayor parte de su carrera en el Arsenal FC, y posteriormente en diversos clubes, con una breve aventura en Malasia. David Rocastle, apodado Rocky, falleció en 2001 debido a un linfoma no-Hodgkin.

## Clubes
| Club            | País       | Año         | Partidos | Goles |
| Arsenal FC      | Inglaterra | 1984 - 1992 | 228      | 23    |
| Leeds United    | Inglaterra | 1992 - 1993 | 25       | 2     |
| Manchester City | Inglaterra | 1993 - 1994 | 21       | 2     |
| Chelsea FC      | Inglaterra | 1994 - 1996 | 29       | 0     |
| Norwich City    | Inglaterra | 1996 - 1997 | 11       | 0     |
| Hull City       | Inglaterra | 1997 - 1998 | 11       | 1     |
| Sabah FA        | Malasia    | 1999        | 13       | 8     |

- Datos: Q764158